# Tallud-Sainte-Gemme
Tallud-Sainte-Gemme é uma comuna francesa na região administrativa da Pays de la Loire, no departamento de Vendéia. Estende-se por uma área de 18,57 km². Em 2010 a comuna tinha 472 habitantes (densidade: 25,4 hab./km²).